# Eduard Kubů
Eduard Kubů (* 18. Januar 1951 in Prag, Tschechoslowakei) ist ein tschechischer Historiker.

## Leben und Wirken
Eduard Kubů studierte bis 1974 an der Philosophischen Fakultät der Karls-Universität Prag Geschichte, Historische Hilfswissenschaften und Archivkunde. Von 1974 bis 1984 arbeitete er im Archiv des tschechoslowakischen Außenministeriums. Ab 1984 ist er an der Philosophischen Fakultät der Karls-Universität tätig. 1985 bis 1992 war er Wissenschaftlicher Assistent am Institut für tschechoslowakische und tschechische Geschichte und ab 1993 Wissenschaftlicher Assistent am Institut für Wirtschafts- und Sozialgeschichte. Von 1985 bis 2004 arbeitete er außerdem am Institut für politische Studien der Fakultät für Sozialwissenschaften.
1990 wurde er als Kandidat der Wissenschaften (CSc.) promoviert. Ab 1999 war er außerordentlicher Professor für Wirtschafts- und Sozialgeschichte; 2006 wurde er Professor für tschechische Geschichte. Er war stellvertretender Leiter des Institut für Wirtschafts- und Sozialgeschichte. 1993 hatte er am Lehrstuhl für Geschichte der Leuphana Universität Lüneburg eine Gastprofessur.
Seine Forschungsschwerpunkte sind die Außenpolitik der Tschechoslowakei, die Wirtschaftsgeschichte des 20. Jahrhunderts, der internationale Kapital- und Finanzverkehr und die Geschichte des Holocaust. Zu seinen Forschungen über die wirtschaftlichen Beziehungen zwischen der Tschechoslowakei und Deutschland erschien 1994 das Buch Německo – zahraničněpolitické dilema Edvarda Beneše (Deutschland – Das außenpolitische Dilemma von Edvard Beneš).
Eduard Kubů nahm an mehreren Forschungsprojekten in Österreich, Deutschland und der Europäischen Wissenschaftsstiftung teil und leitete Projekte in Museen und Förderagenturen der Tschechischen Republik. 2002 bis 2004 war er Projektleiter in der Historikerkommission der Republik Österreich. Im Regionalmuseum Prag-Ost in Brandýs nad Labem war er Projektleiter zur Vorbereitung einer Ausstellung zum Widerstand in Panenské Břežany, die 2016 beim nationalen Museumswettbewerbs „Gloria musaealis“ die „Museumsurkunde des Jahres“ erhielt.
Er ist Mitglied des Wissenschaftlichen Beirates des Nationalen Landwirtschaftsmuseums in Prag, für das er mehrere Konferenzen und Projekte leitete. 2016 war er Hauptorganisator der internationalen Konferenz „Land, Bauer und Krieg“. Im April 2022 gehörte er zum Organisationskomitee eines Wissenschaftliches Symposium über Genossenschaften. Er ist Chefredakteur der Zeitschrift Prameny a studie (Quellen und Studien), die vom Nationalen Landwirtschaftsmuseum herausgegeben wird.
Außerdem lehrt er an der Wirtschaftsuniversität Prag und am privaten Unicorn College.

## Auszeichnungen
- 2003: Cena Egona Erwina Kische (Egon-Erwin-Kisch-Preis für tschechische und slowakische Sachbuchautoren), Hauptpreis für das Autorenkollektiv von Rozumět dějinám. Vývoj česko-německých vztahů na našem území v letech 1848–1948[7]

## Schriften
- Německo – zahraničněpolitické dilema Edvarda Beneše. Karlsuniversität, Prag 1994, ISBN 80-7066-853-9.
- mit Antonín Klimek: Československá zahraniční politika 1918–1938. Institut pro středoevropskou kulturu a politiku, Prag 1995, OCLC 605306466.
- mit Boris Barth, Josef Faltus, Jan Křen (Hrsg.): Konkurrenzpartnerschaft. Die deutsche und die tschechoslowakische Wirtschaft in der Zwischenkriegszeit (= Veröffentlichungen der Deutsch-Tschechischen und Deutsch-Slowakischen Historikerkommission. Band 7 = Veröffentlichungen des Bundesinstituts für Kultur und Geschichte der Deutschen im östlichen Europa. Band 14). Klartext, Essen 1999, ISBN 3-88474-741-X.
- mit Robert Kvaček, Václav Kural, Drahomír Jančík, Zdeněk Beneš, Jan Kuklík, Zdeněk Radvanovský: Rozumět dějinám. Vývoj česko-německých vztahů na našem území v letech 1848–1948. Gallery, Prag 2002, ISBN 80-86010-55-4.
- Die Verwaltung von konfisziertem und sequestriertem Vermögen. Eine spezifische Kategorie des „Arisierungs-Profits“. Die Kreditanstalt der Deutschen und ihre Abteilung „F“. In: Dieter Ziegler (Hrsg.): Banken und „Arisierungen“ in Mitteleuropa während des Nationalsozialismus. Steiner, Stuttgart 2002, ISBN 3-515-08257-3, S. 175–210.
- mit Gudrun Exner: Tschechen und Tschechinnen, Vermögensentzug und Restitution. Oldenbourg, München/Wien 2004, ISBN 3-7029-0527-8.
- „Die Bedeutung des deutschen Blutes im Tschechentum“. Der „wissenschaftspädagogische“ Beitrag des Soziologen Karl Valentin Müller zur Lösung des Problems der Germanisierung Mitteleuropas. In: Bohemia. Zeitschrift für Geschichte und Kultur der böhmischen Länder. 45, 2004, ISSN 0523-8587, S. 93–114.
- mit Drahomír Jančík, Jan Kuklík: „Arizace“ a restituce židovského majetku v českých zemích (1939–2000). Karolinum, Prag 2005, ISBN 80-246-1000-0.
- mit Ágnes Pogány, Jan Kofman: Für eine nationale Wirtschaft. Ungarn, die Tschechoslowakei und Polen vom Ausgang des 19. Jahrhunderts bis zum Zweiten Weltkrieg. Berliner Wissenschaftsverlag, Berlin 2006, ISBN 3-8305-1250-3.

Beitrag: Wirtschaftsnationalismus in Parteiprogrammen der böhmischen Länder und der ersten Tschechoslowakischen Republik. S. 73–134.
- mit Torsten Lorenz, Jiří Šouša, Uwe Müller (Hrsg.): Agrarismus und Agrareliten in Ostmitteleuropa. Dokořán, Prag 2013, ISBN 978-80-7363-502-2. Berliner Wissenschaftsverlag, Berlin 2013, ISBN 978-3-8305-1939-3.
- mit Jiří Šouša: T. G. Masaryk a jeho c.k. protivníci. (T. G. Masaryk und seine k.k. Gegner.) Karlsuniversität, Prag 2015, ISBN 978-80-246-3082-3.
- mit Jitka Balcarová, Jiří Šouša (Hrsg.): Venkov, Rolník a Válka. Včeských zemích a na Slovensku v moderní době. Nationales Landwirtschaftsmuseum, Prag 2017, ISBN 978-80-86874-87-6 (online, PDF; 5,6 MB).
- mit Jiří Šouša, Antonín Šimčík: 100 let Národního zemědělského muzea. Nationales Landwirtschaftsmuseum, Prag 2018, ISBN 978-80-88270-02-7
- mit Jiří Šouša (Hrsg.): Rozmluvy s Antonínem Svehlou a o Svehlovi. Vzpomínky Agrárního Diplomata Karla Mečíře. Karolinum, Prag 2018, ISBN 978-80-246-4150-8.